# Лозовский сельсовет (Липецкая область)
Лозовский сельсовет — сельское поселение в Чаплыгинском районе Липецкой области Российской Федерации.
Административный центр — деревня Лозовка.

## История
Статус и границы сельского поселения установлены Законом Липецкой области от 23 сентября 2004 года № 126-ОЗ «Об установлении границ муниципальных образований Липецкой области»

## Население
| 2010 | 2012 | 2013 | 2014 | 2015 | 2016 | 2017 |
| ---- | ---- | ---- | ---- | ---- | ---- | ---- |
| 529  | ↘514 | ↗516 | ↘494 | ↗498 | ↘497 | ↘487 |
| 2018 | 2021 |      |      |      |      |      |
| ↘481 | ↗489 |      |      |      |      |      |

## Состав сельского поселения
| № | Населённый пункт | Тип населённого пункта          | Население |
| - | ---------------- | ------------------------------- | --------- |
| 1 | Выглядовка       | деревня                         | 4         |
| 2 | Лапоток          | деревня                         | 3         |
| 3 | Лозовка          | деревня, административный центр | ↘149      |
| 4 | Нарышкино        | село                            | ↘300      |
| 5 | Орловка          | деревня                         | 48        |
| 6 | Покровка         | деревня                         | 25        |